# カチタス
株式会社カチタス（英: KATITAS Co.,Ltd.）は、群馬県桐生市に本社を置く不動産会社である。ニトリホールディングスの持分法適用会社。

## 概要
1978年（昭和53年）石材業として創業。1988年（昭和63年）に宅地建物取引業の免許を取得し不動産業に進出。現在は中古住宅を仕入れリノベーションしたのち「再生住宅」として販売する中古住宅再生事業としている。

## 沿革
- 1978年（昭和53年）9月1日 - 株式会社やすらぎを石材業として創業。
- 2003年（平成15年） - ISO 9001認証を取得。
- 2004年（平成16年）2月3日 - 名古屋証券取引所セントレックスに株式を上場。
- 2006年（平成18年）11月 - 子会社のやすらぎ共済株式会社を解散。
- 2008年（平成20年）
  - 3月 - 子会社の株式会社YUTORI債権回収を投資ファンドのPlanet Resources Group B.V.に売却。
  - 8月 - 子会社の株式会社バンカーを解散。
- 2009年（平成21年）10月 - 子会社の株式会社プロパティーを吸収合併。
- 2012年（平成24年）
  - 3月 - 日本住宅再生株式会社（株式非公開化目的に設立した会社）のTOB（実質的なMBO）により同社の子会社となる。
  - 7月3日 - 日本住宅再生株式会社の完全子会社となり上場廃止。
- 2013年（平成25年）
  - 1月21日 - 日本住宅再生株式会社を吸収合併。
  - 7月1日 - 株式会社カチタスに商号変更。
- 2016年（平成28年） 3月30日 - 株式会社リプライス (名古屋市)全株を買収し完全子会社化。
- 2017年（平成29年）
  - 4月8日 - ニトリホールディングスと資本・業務提携を発表[2]
  - 12月12日 - 東京証券取引所第一部に直接上場。

## 事業所
- 本社（群馬県桐生市）
- 東京本部（東京都中央区）
- MSIマネジメントセンター（群馬県桐生市）